# Werner Siemens-Stiftung
Die Werner Siemens-Stiftung ist heute eine gemischte Familien-Stiftung nach Schweizer Recht mit Sitz und Geschäftsstelle in Zug. Im gemeinnützigen, philanthropischen Teil unterstützt sie herausragende Innovationen und begabten Nachwuchs in Technik und Naturwissenschaften. Im Beirat der Familie sind Nachfahren von Werner von Siemens und Carl Heinrich von Siemens vertreten. Ein Stiftungsrat führt die laufenden Geschäfte. Der wissenschaftliche Beirat dieser Stiftung ist ein unabhängiges Gremium, welches den Stiftungsrat in der Projektfindung unterstützt. Zu den wissenschaftlichen Beiräten zählen Gerald Haug, Präsident der Leopoldina und Matthias Kleiner, ehemaliger Präsident der Leibniz-Gemeinschaft.

## Geschichte
Die Stiftung wurde 1923 von den zwei Töchtern Baronin Charlotte von Buxhoeveden und Marie von Graevenitz des Unternehmers Carl von Siemens in Schaffhausen gegründet, vorerst mit der Zweckbestimmung, jene Nachkommen der Siemens-Gründer finanziell zu unterstützen, welche durch politische und wirtschaftliche Umbrüche in Deutschland und Russland in Not geraten waren.
Jahre danach stockten drei weitere Frauen aus der Siemens-Dynastie das Stiftungskapital auf. Anna und Hertha als Töchter von Werner von Siemens und Cousinen von Charlotte und Marie sowie Eleonore Füssli, die Schweizer Schwiegertochter von Carl von Siemens, brachten zusätzliches Kapital als Zustifterinnen ein.
Später wurde der Sitz der Stiftung nach Zug verlegt und neben der Unterstützung von Siemens-Familienmitgliedern der Stiftungszweck ausgeweitet auf die Förderung von herausragenden Innovationen und begabten Nachwuchs in Technik und Naturwissenschaften.

## Gemeinnütziger Teil der Stiftung
Dieser Teil der Stiftung finanziert die Startphase innovativer, technischer und naturwissenschaftlicher Projekte mit dem Ziel, dass die geförderten Projekte später eigenständig weiterlaufen und die daraus resultierenden Innovationen industriell genutzt werden.
Gefördert werden Projekte in Deutschland, der Schweiz und in Österreich. Eine Auswahl geförderter Projekte an Universitäten kann eingesehen werden.
Zusätzlich werden talentierte Personen der Fachgebiete Mathematik, Informatik, Naturwissenschaften und Technologie (MINT) sowie Medizin und Pharmazeutik unterstützt. So vergibt die Schweizerische Studienstiftung jedes Jahr zehn Werner Siemens-Fellowships.